# トライアングル (パスタ店)
パスタハウス トライアングルは、JR東日本仙台駅・tekuteせんだいに所在する飲食店（パスタ専門店）。JR東日本東北総合サービスが運営する。

## 概要
1986年に日本国有鉄道の直営店として、仙台駅3階に開業。仙台駅外へ一時移転後、仙台駅1階へ再移転。スープパスタが主力商品となっており、仙台駅ナカの人気店の1つとして認知されている。
原材料の高騰や人手不足により、2025年8月31日をもって閉店予定。一部メニューは、「スパゲッティ トレンタ仙台駅店」に引き継がれる予定で、パスタソースの商品化も検討されている。